# Золотаве
Золотаве (до 2025 — Скворцівка) — село в Україні, у Тавричанській сільській громаді Каховського району Херсонської області. Населення становить 143 особи. 24 лютого 2022 року село було тимчасово окуповано російськими військами під час російсько-української війни.

## Назва
20 березня 2024 року Комітет Верховної Ради України з питань організації державної влади, місцевого самоврядування, регіонального розвитку та містобудування підтримав перейменування села на Залужне, однак остаточне перейменування відбудеться тільки після успішного голосування у Верховній Раді.
05 червня 2025 року відповідно до Постанови Верховної Ради України № 4483-IX село Скворцівка було перейменовано на село Золотаве. Постанова набула чинності 18 червня 2025 року.

## Населення

### Мова
Розподіл населення за рідною мовою за даними перепису 2001 року:
| Мова       | Відсоток |
| ---------- | -------- |
| українська | 90,21%   |
| російська  | 9,79%    |